# Choosey Lover
「Choosey Lover」（チュージー・ラヴァー）は、東方神起の楽曲である。2007年3月7日にrhythm zoneから10枚目のシングルとして発売された。

## 概要
前作『Step by Step』から約1か月半のリリースで、アルバム『Five in the Black』からの先行シングル。
[CD]（品番: RZCD - 45528）、[CD+DVD]（品番: RZCD - 45527/B）仕様の2形態のリリースで、[CD+DVD] 仕様は2万枚限定生産盤。[CD]には「Choosey Lover」のリミックスバージョンが追加収録されており、[CD+DVD]のDVDは、メンバーのスペシャルオフショット映像が収録されている。また、初回特典として前者にはブックレットが封入され、後者には特典ジャケットサイズカードセット（6種類カードの内ランダムに選んだ2枚）封入されていた。この他、『2nd LIVE TOUR 2007 〜Five in the Black〜』のバックステージに招待する応募券を封入されていた。

## 収録内容

### ［CD］
| #         | タイトル                                 | 作詞      | 作曲       | 編曲       | 時間  |
| --------- | ---------------------------------------- | --------- | ---------- | ---------- | ----- |
| 1.        | 「Choosey Lover」                        | Yoko Hiji | 山木隆一郎 | 山木隆一郎 | 4:35  |
| 2.        | 「Choosey Lover」(R.Yamaki's Groove Mix) | Yoko Hiji | 山木隆一郎 | 山木隆一郎 | 4:34  |
| 3.        | 「Choosey Lover」(Less Vocal)            |           |            |            | 4:35  |
| 合計時間: | 合計時間:                                | 合計時間: | 合計時間:  | 合計時間:  | 13:44 |

### ［CD+DVD］
| #         | タイトル                      | 作詞      | 作曲       | 編曲       | 時間 |
| --------- | ----------------------------- | --------- | ---------- | ---------- | ---- |
| 1.        | 「Choosey Lover」             | Yoko Hiji | 山木隆一郎 | 山木隆一郎 | 4:35 |
| 2.        | 「Choosey Lover」(Less Vocal) |           |            |            | 4:35 |
| 合計時間: | 合計時間:                     | 合計時間: | 合計時間:  | 合計時間:  | 9:10 |

| #  | タイトル                                                | 作詞 | 作曲・編曲 |
| -- | ------------------------------------------------------- | ---- | ---------- |
| 1. | 「東方神起のChoosey Lover」(スペシャルオフショット映像) |      |            |

## 曲の解説
1. Choosey Lover
テレビ東京系ドラマ『Xenos』オープニングテーマ。
ディスコチューンで、メンバーは「初めて挑戦するタイプの音楽」としている[2]。
ベースの演奏は、Takeshi Kudoが担当した。
ミュージック・ビデオが制作されており、アルバム『Five in the Black』のDVDに収録されている。
2. Choosey Lover -R.Yamaki's Groove Mix-
編曲を手がけた山木隆一郎によるリミックスバージョン。

## 収録アルバム
- Five in the Black
- TVXQ non-stop mix Vol.1
- COMPLETE -SINGLE A-SIDE COLLECTION-